# Ванда (озеро)
Ванда — озеро в долине Райт на земле Виктории в Антарктиде, в которое впадает река Оникс. Длина озера 5 км, а максимальная глубина — 69 метров. Объём воды — 0,16 км³. Площадь поверхности — 5,2 км².
Озеро Ванда — это гиперсолёное озеро с солёностью более чем в десять раз больше, чем у морской воды, больше, чем у Мёртвого моря, и, возможно, даже больше, чем у озера Ассаль (Джибути), которое является самым соленым озером в мире за пределами Антарктиды. Также, озеро Ванда меромиктическое, что означает, что более глубокие воды озера не смешиваются с поверхностными. Существуют три различных слоя воды: в диапазоне температур от 23 °C (73 °F) на дне до среднего слоя с температурой 7 °C (45 °F) и от среднего до верхнего слоя с диапазоном от 4-6 °C (39-43 °F). Озеро Ванда — одно из многих солёных озёр в свободных ото льда долинах Трансантарктических гор. Самая длинная река Антарктиды, Оникс, течёт на запад, вглубь континента, в озеро Ванда. В устье реки находится новозеландская гидрометеорологическая станция Ванда. С 1968 года по 1995 год она работала постоянно. С 1995 года проводятся сезонные работы.

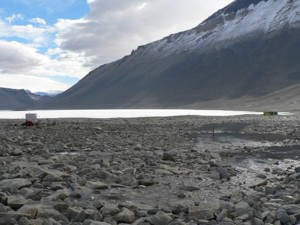
Замёрзшее озеро Ванда с рекой Оникс на переднем плане справа

Озеро покрыто прозрачным льдом толщиной в 3.5-4 метров круглый год, хотя в летние месяцы (начиная с конца декабря), вдоль берегов образуется полынья шириной в приблизительно 50 метров (160 футов). Поверхность льда не покрыта снегом и «глубоко изборождена трещинами и оттаявшими линиями». Осенью полынья снова замерзает.
Хотя в озере Ванда и реке Оникс не живёт ни один вид рыб, там были зафиксированы микроскопические виды жизни, такие как цианобактерии и цветение воды. Из-за опасения по поводу воздействия на природную среду, которое может возникнуть в ходе исследования, водолазные работы ограничены работой в верхнем слое (выше 30 метров), а использование телеуправляемого подводного аппарата не допускается.

## Станция Ванда
Станция Ванда прославилась своим «Королевским клубом пловцов озера Ванда». Посетители станции могли окунуться в солёные воды талого ледяного покрова, которые собираются летом в рвах, и получить наплечный знак клуба. Персонал станции ускорял процесс таяния льда вырубкой бассейна. В клубе состояли многие чиновники и политики. В клубе были свои правила, например:

Правило 1. Погружение должно происходить нагишом.

Правило 4. Погружение должно быть полным.

Правило 6. Погружение должно быть зафиксировано работником станции. Фотография не запрещается

Правило 10. Разрешается натуральный фиговый листок, но он должен быть настоящим и естественно зелёным без искусственного вмешательства.

Работа станции была остановлена в 1995 году из-за повышения уровня воды в озере. Сегодня на территории бывшей станции находится автоматическая метеорологическая станция и горный приют «Lake Vanda Hut», который периодически (только в летнее время) занимают от 2 до 8 новозеландских исследователей ручьёв, которые образуются при летнем таянии ледников и впадают в озёра.

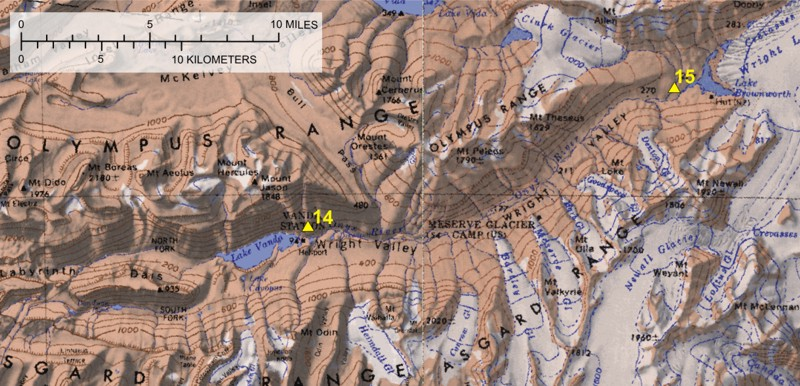
Карта долины Райт с рекой Оникс и озером Ванда